# カメルーン議会
カメルーン議会（カメルーンぎかい、フランス語: Parlement du Cameroun、英語: Parliament of Cameroon）は、カメルーンの立法府である。

## 概要
上院に相当する元老院と下院に相当する国民議会の両院で構成する。